# لینکلن (نام)
لینکلن نام خانوادگی انگلیسی است، اما گاهی اوقات به عنوان نام کوچک مردان نیز استفاده می‌شود و ممکن است به یکی از موارد زیر اشاره داشته باشد:
- لینکلن
- آبراهام لینکلن (۱۸۰۹–۱۸۶۵)
- مری تاد لینکلن (۱۸۱۸–۱۸۸۲)
- رابرت تاد لینکلن (۱۸۴۳–۱۹۲۶)
- ادوارد بیکر لینکلن (۱۸۴۶–۱۸۵۰)
- اندرو لینکلن
- بلانش لینکلن
- المو لینکلن (۱۸۸۹–۱۹۵۲)
- لینکلن (بازیکن فوتبال)
- لینکلن شیفی
- لینکلن الزورت
- لینکلن ویلیامز
- لینکلن ولفنشتاین